# Електронна іонізація
Електронна іонізація (ЕІ, іонізація електронним ударом) — найбільш поширений у мас-спектрометрії метод іонізації речовин в газовій фазі.
Під час електронної іонізації молекули аналізованої речовини потрапляють у потік електронів, що рухаються від катода, що їх емітує, до анода. Енергія рухомих електронів зазвичай 70 еВ, що згідно з формулою де Бройля відповідає довжині стандартного хімічного зв'язку в органічних молекулах (близько 0,14 нм). Електрони викликають іонізацію аналізованих молекул з утворенням катіон-радикалів:
M + e− = M.+  + 2e−
Електронна іонізація відбувається у вакуумі (пор. з хімічною іонізацією, щоб запобігти масовому утворенню іонів атмосферних газів, які можуть рекомбінувати з іонами аналізованої речовини і руйнувати їх.
Оскільки енергія електронів значно перевищує енергію хімічного зв'язку, відбувається фрагментація іонів. Хімія фрагментації іонів при електронній фрагментації добре вивчена, тому, знаючи маси фрагментів і їх інтенсивності, можна передбачити первинну структуру речовини . Мас-спектри, отримані за допомогою методу електронної іонізації, добре відтворювані, тому на сьогоднішній день існують бібліотеки, що містять сотні тисяч спектрів різних речовин, які значно полегшують якісний аналіз.
Деякі речовини зазнають дуже інтенсивної фрагментації, породжуючи лише низькомолекулярні фрагменти, що ускладнює ідентифікацію. Для аналізу таких речовин існує альтернативний метод хімічної іонізації.
Потенціал іонізації молекули органічної сполуки зазвичай нижчий від 15 еВ, тому бомбардування електронами з енергією 50 еВ і вище надає надмірної внутрішньої енергії молекулярному іону, що виникає. Ця енергія частково розсіюється за рахунок розриву ковалентних зв'язків, енергія яких знаходиться в межах від 3 до 10 еВ.
Зазвичай такий розпад відбувається вибірково, захоплює широке коло зв'язків, є високовідтворюваним і характеристичним для даної сполуки. Більше того, процеси фрагментації передбачувані, і саме вони зумовлюють широкі можливості мас-спектрометрії для структурного аналізу. Часто надлишкова енергія молекулярного іона занадто велика, що призводить до зникнення його піку в мас-спектрі (причина цього може полягати в нестабільності молекулярного іона). Зниження енергії електронного пучка є загальноприйнятим способом отримання молекулярного іона, при цьому ступінь фрагментації значно зменшується. Недолік цього способу полягає в тому, що спектр змінюється і його порівняння зі «стандартним» літературним спектром стає неможливим.
Деякі з загальнодоступних баз даних містять спектри ЕІ понад 390 000 сполук, які легко знайти за допомогою пошукових алгоритмів.